# Hitradio Ohr

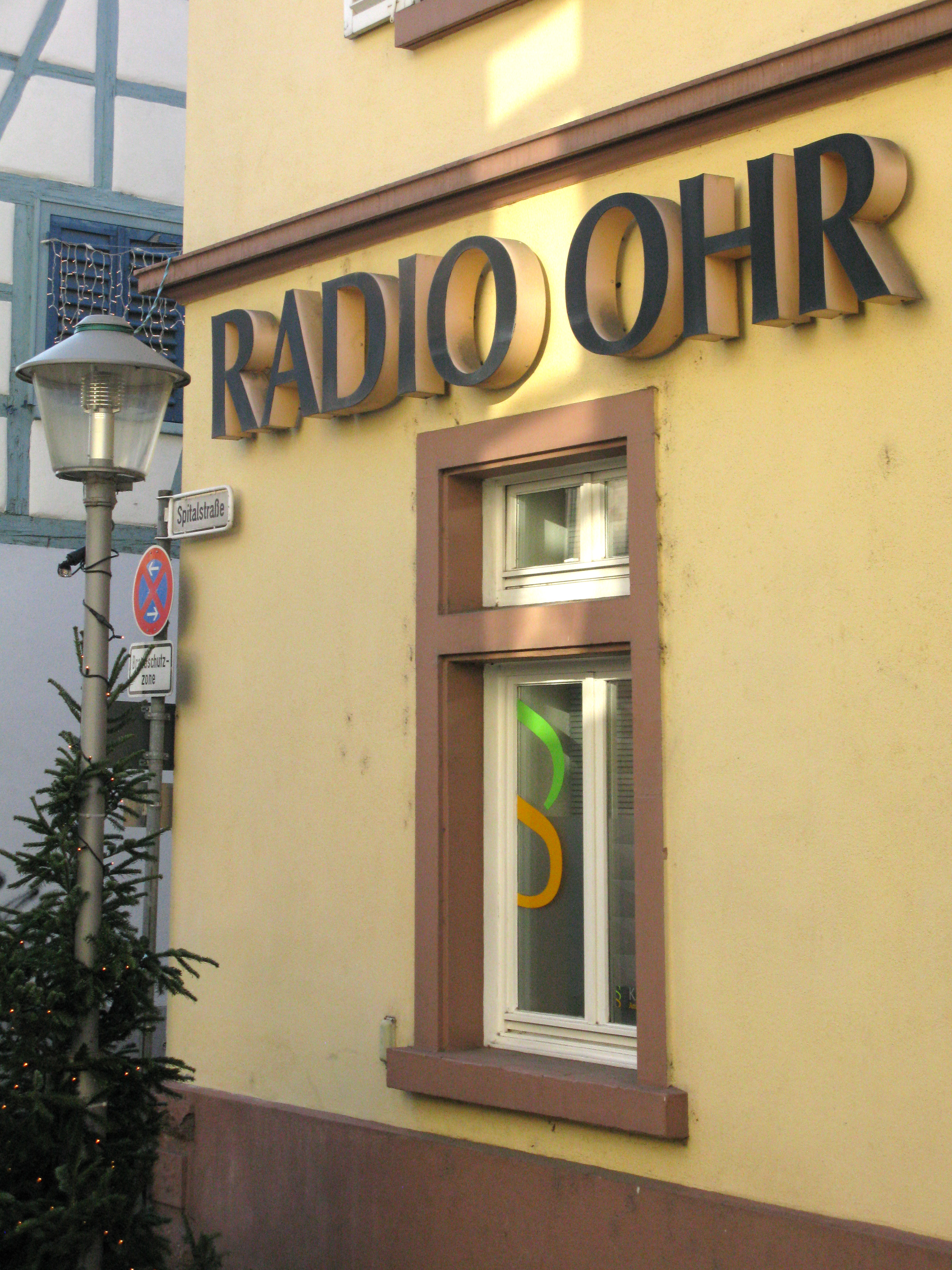
Der Sitz von Hitradio Ohr in der Hauptstraße in Offenburg

Hitradio Ohr ist ein in Offenburg beheimateter und von der Privaten Rundfunkgesellschaft Ortenau GmbH & Co. KG betriebener, regionaler Hörfunksender für den Ortenaukreis und Teile der angrenzenden Landkreise Rastatt und Emmendingen. Das UKW-Sendegebiet erstreckt sich von Bühl im Norden bis nach Herbolzheim im Süden und vom Elsass und Straßburg im Westen bis weit ins Kinzig- und Achertal im Osten. Außerdem ist Hitradio Ohr in ganz Baden-Württemberg auf DAB+ empfangbar (Kanal 11B).
Hitradio Ohr setzt gezielt auf regionale Berichterstattung und umfangreichen Hörerservice. Des Weiteren unterstützt Hitradio Ohr zahlreiche Sportvereine und begleitet darüber hinaus Jahr für Jahr über 350 Veranstaltungen aller Art. Der Claim des Senders lautet „einfach näher dran“, als Subclaim dient die Bezeichnung „Badens Lokalradio Nr. 1“, in Anlehnung an seine Geschichte (siehe weiter unten).
Zielgruppe sind Hörer zwischen 25 und 49 Jahren. Das Musikformat ist Hot AC (ein Subformat des AC-Formats). Hitradio Ohr sendet ein 24-Stundenprogramm.

## Geschichte
Am 1. Juli 1987 begann Radio Ohr als eines der ersten Privatradios in Baden-Württemberg mit der Ausstrahlung seines Programmes. Der Name wurde seinerzeit im Rahmen eines Preisausschreibens gefunden. Die Abkürzung OHR stand dabei einst für Ortenauer Heimat Radio. Heute meidet man diese inzwischen wenig populäre Bezeichnung.
In den ersten fünf Jahren teilte sich der Sender die damalige Offenburger Frequenz mit Radio Telstar Offenburg (RTO). Dieses Frequenzsplitting endete mit der Einstellung des Sendebetriebes von RTO im Dezember 1992.
Hitradio Ohr ist heute das dienstälteste noch unter gleichem Namen und gleichem Hauptgesellschafter sendende Lokalradio in Baden.
Im September 2003 folgte die Umstellung auf den heutigen Namen Hitradio Ohr mit neuem Logo und neuem On-air Design. Seit Herbst 2005 gibt es bei Hitradio Ohr die „OHRbits“, Deutschlands erstes Hörer-Bonussystem im Radio. Fast 20.000 Sammler können bei über 100 Geschäften und Unternehmen mit den im Programm gesammelten „OHRbits-Punkten“ wie mit Bargeld bezahlen oder in der sendereigenen Prämienwelt gegen Sachpreise und Gutscheine. Im Mai 2007 wurde das „OHRbits-System“ mit dem Innovations-Medienpreis der Landesanstalt für Kommunikation Baden-Württemberg (LfK) ausgezeichnet.
Hitradio Ohr unterhält eine Senderpartnerschaft mit TopMusic im benachbarten Elsass. Mit ihm wird u. a. grenzüberschreitende Hörfunkwerbung, die Baden-Elsass-Kombi vertrieben.
Unter der Dachmarke ist die Private Rundfunkgesellschaft Ortenau GmbH & Co. KG auch Anbieter von Schwarzwaldradio.
Schwarzwaldradio ist in ganz Deutschland im DAB+-Bundesmux (Kanal 5c) empfangbar.
Im Funkhaus Ortenau sind rund 45 Mitarbeitende beschäftigt.

## Frequenzen
Terrestrische UKW-Frequenzen
- Nördliche Ortenau: 90,5 MHz (Senderstandort: Oberachern, 48°36'39N 8°05'45E)
Achern, Kappelrodeck, Ottersweier, Rheinau, Renchen, Baden-Baden, Rastatt
- Kinzigtal: 104,9 MHz (Senderstandort: Offenburg, 48°25'09N, 7°57'51E) & 101,6 MHz (Senderstandort: Brandenkopf, 48°20'17N 8°09'13E)
Biberach, Gengenbach, Gutach, Haslach, Hausach, Hornberg, Nordrach, Steinach, Wolfach, Elzach.
- Oberkirch/Renchtal: 99,2 MHz (Senderstandort: Oberkirch Lautenbach, 48°31'28N, 8°06'24E)
Gaisbach, Lautenbach, Winterbach.
- Mittlere Ortenau: 104,9 MHz (Senderstandort: Offenburg, 48°25'09N, 7°57'51E) 
Durbach, Hohberg, Kehl, Neuried, Offenburg, Ohlsbach, Ortenberg, Schutterwald, Straßburg.
- Bühl/Bühlertal: 105,5 MHz (Senderstandort: Bühlertal, 48°41'20N 8°11'26E) 
Affental, Eisental, Neuweier, Ottenhöfen, Steinbach, Weitenung, Vimbuch.
- Südliche Ortenau: 107,4 MHz (Senderstandort: Lahr/Schutterlindenberg, 48°20'54N 7°51'26E) 
Ettenheim, Friesenheim, Herbolzheim, Kappel-Grafenhausen, Kippenheim, Lahr, Meißenheim, Schwanau, Elzach, Emmendingen, Freiburg.

Terrestrische Übertragung DAB+
- Landesweiter Multiplex Baden-Württemberg (Senderkennung „Hit Ohr“): Kanal 11B Frequenz: 218,640 MHz